# Janet Newberry
Pour les articles homonymes, voir Newberry et Wright.
Janet Newberry (née le 6 août 1953 à Los Angeles, Californie) est une joueuse de tennis américaine, professionnelle dans les années 1970. Elle est aussi connue sous son nom de femme mariée, Janet Newberry-Wright.

## Palmarès (partiel)

### Titres en simple dames
| No | Date       | Nom et lieu du tournoi                          | Catégorie | Dotation | Surface      | Finaliste       | Score         |          |
| -- | ---------- | ----------------------------------------------- | --------- | -------- | ------------ | --------------- | ------------- | -------- |
| 1  | 12-05-1975 | Coca-Cola British HC Championships, Bournemouth |           | NC       | Terre (ext.) | Terry Holladay  | 7-9, 7-5, 6-3 | Parcours |
| 2  | 16-05-1977 | Italian Open, Rome                              |           | 35 000 $ | Terre (ext.) | Renáta Tomanová | 6-3, 7-6      |          |

### Finales en simple dames
| No | Date       | Nom et lieu du tournoi                     | Catégorie | Dotation | Surface      | Vainqueure           | Score         |          |
| -- | ---------- | ------------------------------------------ | --------- | -------- | ------------ | -------------------- | ------------- | -------- |
| 1  | 07-06-1971 | Chichester International, Chichester       |           | NC       | Gazon (ext.) | Judy Tegart-Dalton   | 6-1, 6-4      |          |
| 2  | 12-03-1973 | Virginia Slims of Richmond, Richmond       |           | 25 000 $ | Terre (int.) | Margaret Smith Court | 6-2, 6-1      | Parcours |
| 3  | 11-06-1973 | Green Shield Kent Championships, Beckenham |           | NC       | Gazon (ext.) | Dianne Fromholtz     | 7-5, 0-6, 6-1 | Parcours |
| 4  | 24-10-1977 | Borniquen Classic, San Juan                |           | 35 000 $ | Dur (ext.)   | Billie Jean King     | 6-1, 6-3      | Parcours |
| 5  | 05-03-1979 | Avon Futures of Fort Myers, Fort Myers     | Futures   | 25 000 $ | Terre (ext.) | Regina Maršíková     | 6-4, 6-2      | Parcours |

### Titres en double dames
| No | Date       | Nom et lieu du tournoi                | Catégorie | Dotation  | Surface         | Partenaire             | Finalistes                         | Score         |          |
| -- | ---------- | ------------------------------------- | --------- | --------- | --------------- | ---------------------- | ---------------------------------- | ------------- | -------- |
| 1  | 26-03-1973 | Virginia Slims of Tucson Tucson       |           | 25 000 $  | Dur (ext.)      | Pam Teeguarden         | Karen Krantzcke Betty Stöve        | 3-6, 7-6, 7-5 | Parcours |
| 2  | 30-09-1974 | Virginia Slims of Houston Houston     |           | 50 000 $  | Dur (ext.)      | Wendy Overton          | Sue Stap Virginia Wade             | 4-6, 7-5, 6-2 | Parcours |
| 3  | 07-07-1975 | Swedish Open Championships Båstad     |           | NC        | Terre (ext.)    | Pam Teeguarden         | Fiorella Bonicelli Raquel Giscafré | 6-3, 6-3      | Parcours |
| 4  | 16-08-1976 | Rothmans Canadian Open Toronto        |           | 35 000 $  | Terre (ext.)    | Cynthia Sieler-Doerner | Sue Barker Pam Teeguarden          | 6-7, 6-3, 6-1 | Parcours |
| 5  | 12-06-1978 | Keith Prowse International Chichester |           | 35 000 $  | Gazon (ext.)    | Pam Shriver            | Michelle Tyler Yvonne Vermaak      | 3-6, 6-3, 6-4 | Parcours |
| 6  | 15-01-1979 | Avon Championships of Houston Houston |           | 125 000 $ | Moquette (int.) | Martina Navrátilová    | Pam Shriver Betty Stöve            | 4-6, 6-4, 6-2 | Parcours |

### Finales en double dames
| No | Date       | Nom et lieu du tournoi                                 | Catégorie  | Dotation  | Surface         | Vainqueures                     | Partenaire      | Score         |          |
| -- | ---------- | ------------------------------------------------------ | ---------- | --------- | --------------- | ------------------------------- | --------------- | ------------- | -------- |
| 1  | 15-04-1971 | North Carolina National Bank Invitation Charlotte (NC) | Amateur    | NC        | Terre (ext.)    | Chris Evert Sue Stap            | Eliza Pande     | 6-3, 1-6, 6-3 | Parcours |
| 2  | 06-08-1973 | Commerce Union Bank Classic Nashville                  |            | 35 000 $  | Terre (ext.)    | Françoise Dürr Betty Stöve      | Karen Krantzcke | 6-4, 6-7, 6-1 | Parcours |
| 3  | 19-08-1973 | VS Grass Court Championships Newport (RI)              |            | 30 000 $  | Gazon (ext.)    | Françoise Dürr Betty Stöve      | Pam Teeguarden  | 6-4, 6-3      | Parcours |
| 4  | 21-02-1977 | Virginia Slims of Detroit Détroit                      |            | 100 000 $ | Moquette (int.) | Martina Navrátilová Betty Stöve | Joanne Russell  | 6-3, 6-4      | Parcours |
| 5  | 02-04-1984 | USTA of Miami Miami                                    | VS Tour C1 | 50 000 $  | Terre (ext.)    | Pat Medrado Yvonne Vermaak      | Betsy Nagelsen  | 6-3, 6-3      | Parcours |

### Finale en double mixte
| No | Date       | Nom et lieu du tournoi      | Catégorie | Surface      | Vainqueures                    | Partenaire   | Score    |          |
| -- | ---------- | --------------------------- | --------- | ------------ | ------------------------------ | ------------ | -------- | -------- |
| 1  | 25-06-1973 | The Championships Wimbledon | G. Chelem | Gazon (ext.) | Billie Jean King Owen Davidson | Raúl Ramírez | 6-3, 6-2 | Parcours |

## Parcours en Grand Chelem

### En simple dames
| Année | Open d'Australie (janvier) | Open d'Australie (janvier) | Internationaux de France | Internationaux de France | Wimbledon      | Wimbledon        | US Open         | US Open          | Open d'Australie (décembre) | Open d'Australie (décembre) |
| 1970  | -                          | -                          | -                        | -                        | -              | -                | 1er tour (1/32) | Patti Hogan      | n/a                         | n/a                         |
| 1971  | -                          | -                          | -                        | -                        | 2e tour (1/32) | Kazuko Sawamatsu | 2e tour (1/16)  | Judy Tegart      | n/a                         | n/a                         |
| 1972  | -                          | -                          | -                        | -                        | 2e tour (1/32) | Chris Evert      | 1er tour (1/32) | Julie Anthony    | n/a                         | n/a                         |
| 1973  | -                          | -                          | -                        | -                        | 3e tour (1/16) | Ingrid Löfdahl   | -               | -                | n/a                         | n/a                         |
| 1974  | 1/4 de finale              | Chris Evert                | -                        | -                        | -              | -                | 1er tour (1/32) | Ilana Kloss      | n/a                         | n/a                         |
| 1975  | -                          | -                          | 1/2 finale               | M. Navrátilová           | 3e tour (1/16) | Virginia Wade    | 3e tour (1/8)   | Margaret Smith   | n/a                         | n/a                         |
| 1976  | -                          | -                          | -                        | -                        | -              | -                | 4e tour (1/8)   | Dianne Fromholtz | n/a                         | n/a                         |
| 1977  | -                          | -                          | 1/2 finale               | Florenta Mihai           | 2e tour (1/32) | Maria Bueno      | 3e tour (1/16)  | Mima Jaušovec    | -                           | -                           |
| 1978  | n/a                        | n/a                        | 1er tour (1/32)          | Pam Teeguarden           | 3e tour (1/16) | Evonne Goolagong | -               | -                | -                           | -                           |
| 1979  | n/a                        | n/a                        | 1er tour (1/32)          | Elly Appel               | -              | -                | 2e tour (1/32)  | Virginia Wade    | 1/4 de finale               | Mary Sawyer                 |
| 1980  | n/a                        | n/a                        | -                        | -                        | -              | -                | 2e tour (1/32)  | Karen Susman     | -                           | -                           |

À droite du résultat, l’ultime adversaire.

### En double dames
| Année | Open d'Australie (janvier)  | Open d'Australie (janvier) | Internationaux de France   | Internationaux de France    | Wimbledon                     | Wimbledon                   | US Open                       | US Open                   | Open d'Australie (décembre) | Open d'Australie (décembre) |
| 1970  | -                           | -                          | -                          | -                           | -                             | -                           | 1er tour (1/16) Eliza Pande   | C. Molesworth Nell Truman | n/a                         | n/a                         |
| 1971  | -                           | -                          | -                          | -                           | 1er tour (1/32) Eliza Pande   | F. Bonicelli M. Fernández   | 1er tour (1/16) Eliza Pande   | Winnie Shaw Betty Stöve   | n/a                         | n/a                         |
| 1972  | -                           | -                          | -                          | -                           | 3e tour (1/8) Kathy Blake     | W. Gilchrist Laura Rossouw  | -                             | -                         | n/a                         | n/a                         |
| 1973  | -                           | -                          | -                          | -                           | 2e tour (1/16) P. Teeguarden  | Olga Morozova Virginia Wade | 2e tour (1/8) P. Teeguarden   | Chris Evert Olga Morozova | n/a                         | n/a                         |
| 1974  | 2e tour (1/8) P. Teeguarden | Helen Gourlay K. Krantzcke | -                          | -                           | -                             | -                           | 2e tour (1/8) Sharon Walsh    | R. Giscafré Navrátilová   | n/a                         | n/a                         |
| 1975  | -                           | -                          | 2e tour (1/8) Sharon Walsh | Julie Anthony Olga Morozova | 1er tour (1/32) Martina Walsh | Julie Anthony Olga Morozova | 1er tour (1/16) P. Teeguarden | Rosie Casals B. J. King   | n/a                         | n/a                         |
| 1976  | -                           | -                          | -                          | -                           | -                             | -                           | 1er tour (1/32) J. Russell    | Sue Barker N. Chmyreva    | n/a                         | n/a                         |
| 1977  | -                           | -                          | 2e tour (1/8) Laura duPont | Mary Hamm C. Reynolds       | 1er tour (1/32) Laura duPont  | Jane Stratton Mimi Wikstedt | -                             | -                         | -                           | -                           |
| 1978  | n/a                         | n/a                        | -                          | -                           | 1er tour (1/32) Pam Shriver   | E. Goolagong Betty Stöve    | -                             | -                         | -                           | -                           |
| 1984  | n/a                         | n/a                        | -                          | -                           | 1/4 de finale Rene Blount     | Kathy Jordan Anne Smith     | 1er tour (1/32) Rene Blount   | Rosie Casals Wendy White  | -                           | -                           |

Sous le résultat, la partenaire ; à droite, l’ultime équipe adverse.

### En double mixte
| Année | Open d'Australie | Open d'Australie | Internationaux de France | Internationaux de France | Wimbledon                     | Wimbledon                | US Open                     | US Open                   |
| 1971  | n/a              | n/a              | -                        | -                        | 1er tour (1/64) Ted Schroeder | K. Melville Colin Dibley | 1/4 de finale Raúl Ramírez  | Rosie Casals Ilie Năstase |
| 1972  | n/a              | n/a              | -                        | -                        | 1er tour (1/64) Raúl Ramírez  | M. Fernández P. Cornejo  | -                           | -                         |
| 1973  | n/a              | n/a              | -                        | -                        | Finale Raúl Ramírez           | B. J. King Owen Davidson | 1/4 de finale Raúl Ramírez  | Chris Evert Jimmy Connors |
| 1975  | n/a              | n/a              | -                        | -                        | 1er tour (1/32) S. Warboys    | Kathy May V. Amritraj    | 1er tour (1/16) Chris Lewis | V. Ruzici Ion Țiriac      |

Sous le résultat, le partenaire ; à droite, l’ultime équipe adverse.

## Parcours aux Masters

### En simple dames
| # | Date       | Nom de l'édition                          | ($)     | Surface         | Résultat          | Ultime adversaire | Score    |          |
| - | ---------- | ----------------------------------------- | ------- | --------------- | ----------------- | ----------------- | -------- | -------- |
| 1 | 15/10/1973 | Virginia Slims Championships, Boca Raton  | 110 000 | Terre (ext.)    | 1/4 de finale     | Françoise Dürr    | 6-0, 6-1 | Parcours |
| 2 | 02/04/1975 | Virginia Slims Championships, Los Angeles | 150 000 | Moquette (int.) | Qual. Round Robin | Chris Evert       | 6-1, 6-0 | Parcours |

### En double dames
| # | Date       | Nom de l'édition                        | ($)     | Surface         | Résultat       | Partenaire     | Ultimes adversaires             | Score    |          |
| - | ---------- | --------------------------------------- | ------- | --------------- | -------------- | -------------- | ------------------------------- | -------- | -------- |
| 1 | 15/10/1973 | Virginia Slims Championships Boca Raton | 110 000 | Terre (ext.)    | 1er tour (1/8) | Pam Teeguarden | Mona Schallau Virginia Wade     | 6-2, 6-2 | Parcours |
| 2 | 04/04/1977 | Bridgestone Doubles Tokyo               | 100 000 |                 | 1/4 de finale  | Joanne Russell | Martina Navrátilová Betty Stöve |          | Parcours |
| 3 | 03/04/1978 | Bridgestone Doubles Salt Lake City      | 100 000 | Moquette (int.) | 1/4 de finale  | Kristien Shaw  | Kerry Reid Wendy Turnbull       | 6-3, 7-5 | Parcours |

## Parcours en Coupe de la Fédération
| #                                                                           | Date       | Lieu            | Surface      | Gagnante(s)                    | Perdante(s)                           | Score         |          |
|                                                                             |            |                 |              |                                |                                       |               |          |
| 1975 - 1er tour (groupe mondial) - Suisse - États-Unis - 0 : 3              |            |                 |              |                                |                                       |               |          |
| 1                                                                           | 05/05/1975 | Aix-en-Provence | Terre (ext.) | Julie Heldman Janet Newberry   | Susi Eichenberger Evagreth Emmenegger | 6-3, 6-1      | Parcours |
|                                                                             |            |                 |              |                                |                                       |               |          |
| 1975 - 2e tour (groupe mondial) - Suède - États-Unis - 1 : 2                |            |                 |              |                                |                                       |               |          |
| 2                                                                           | 05/05/1975 | Aix-en-Provence | Terre (ext.) | Julie Heldman Janet Newberry   | Ingrid Löfdahl Mimi Wikstedt          | 2-6, 7-5, 8-6 | Parcours |
|                                                                             |            |                 |              |                                |                                       |               |          |
| 1975 - 1/4 de finale (groupe mondial) - Afrique du Sud - États-Unis - 1 : 2 |            |                 |              |                                |                                       |               |          |
| 3                                                                           | 05/05/1975 | Aix-en-Provence | Terre (ext.) | Julie Heldman Janet Newberry   | Brigitte Cuypers Ilana Kloss          | 6-1, 6-4      | Parcours |
|                                                                             |            |                 |              |                                |                                       |               |          |
| 1975 - 1/2 finale (groupe mondial) - États-Unis - Australie - 1 : 2         |            |                 |              |                                |                                       |               |          |
| 4                                                                           | 05/05/1975 | Aix-en-Provence | Terre (ext.) | Evonne Goolagong Helen Gourlay | Julie Heldman Janet Newberry          | 11-9, 6-1     | Parcours |